# Eseje heretyckie z filozofii dziejów
Eseje heretyckie z filozofii dziejów – jedno z ważniejszych, najbardziej poczytnych i najczęściej przekładanych dzieł czeskiego filozofa Jana Patočki. Napisana została w stylu eseistycznym. 
W dziele tym najbardziej uwydatniony został fakt, że dyskusja, którą Patočka prowadził przez całe życie z husserlowską fenomenologią i Heideggerem, wieloletnie badania nad Platonem i Arystotelesem, a wreszcie rola obserwatora i uczestnika politycznych wydarzeń współczesności były jedynie różnymi drogami realizacji tego samego dążenia.